# Mistrzostwa Świata w Netballu 2007
Mistrzostwa Świata w Netballu 2007 – 12. edycja MŚ w netballu, która odbyła się w Nowej Zelandii w dniach 10–17 listopada. Wystartowało 16 państw. Mistrzem Świata została Australia, która w finale pokonała Nową Zelandię 42-38.

## Rezultaty

### Grupa A
| Data         | Godzina | Kort | Drużyna I     | Drużyna II | Wynik |
| ------------ | ------- | ---- | ------------- | ---------- | ----- |
| 10 listopada | 20:10   | 1    | Nowa Zelandia | Malawi     | 85-26 |
| 11 listopada | 14:10   | 1    | Walia         | Botswana   | 54-35 |
| 12 listopada | 14:10   | 1    | Malawi        | Botswana   | 44-32 |
| 12 listopada | 16:10   | 1    | Nowa Zelandia | Walia      | 86-24 |
| 13 listopada | 12:10   | 1    | Walia         | Malawi     | 52-55 |
| 13 listopada | 18:10   | 1    | Nowa Zelandia | Botswana   | 76-20 |

| Drużyna       | Mecze | Zwycięstwa | Remisy | Przegrane | Br+ | Br- | +/-  | Pkt |
| ------------- | ----- | ---------- | ------ | --------- | --- | --- | ---- | --- |
| Nowa Zelandia | 3     | 3          | 0      | 0         | 247 | 70  | +177 | 6   |
| Malawi        | 3     | 2          | 0      | 1         | 125 | 169 | -44  | 4   |
| Walia         | 3     | 1          | 0      | 2         | 130 | 176 | -46  | 2   |
| Botswana      | 3     | 0          | 0      | 3         | 87  | 174 | -87  | 0   |

### Grupa B
| Data         | Godzina | Kort | Drużyna I         | Drużyna II        | Wynik |
| ------------ | ------- | ---- | ----------------- | ----------------- | ----- |
| 11 listopada | 14:10   | 2    | Trynidad i Tobago | Szkocja           | 47-39 |
| 11 listopada | 20:10   | 1    | Australia         | Samoa             | 82-26 |
| 12 listopada | 12:10   | 2    | Samoa             | Szkocja           | 60-39 |
| 12 listopada | 18:10   | 1    | Australia         | Trynidad i Tobago | 78-34 |
| 13 listopada | 14:10   | 1    | Australia         | Szkocja           | 93-20 |
| 13 listopada | 16:10   | 1    | Trynidad i Tobago | Samoa             | 48-52 |

| Drużyna           | Mecze | Zwycięstwa | Remisy | Przegrane | Br+ | Br- | +/-  | Pkt |
| ----------------- | ----- | ---------- | ------ | --------- | --- | --- | ---- | --- |
| Australia         | 3     | 3          | 0      | 0         | 253 | 80  | +173 | 6   |
| Samoa             | 3     | 2          | 0      | 1         | 138 | 169 | -31  | 4   |
| Trynidad i Tobago | 3     | 1          | 0      | 2         | 129 | 169 | -40  | 2   |
| Szkocja           | 3     | 0          | 0      | 3         | 98  | 200 | -102 | 0   |

### Grupa C
| Data         | Godzina | Kort | Drużyna II  | Drużyna I   | Wynik |
| ------------ | ------- | ---- | ----------- | ----------- | ----- |
| 11 listopada | 16:10   | 2    | Fidżi       | Singapur    | 61-32 |
| 11 listopada | 18:10   | 1    | Jamajka     | Wyspy Cooka | 71-29 |
| 12 listopada | 12:10   | 1    | Wyspy Cooka | Singapur    | 45-43 |
| 12 listopada | 20:10   | 1    | Jamajka     | Fidżi       | 78-35 |
| 13 listopada | 14:10   | 2    | Wyspy Cooka | Fidżi       | 42-36 |
| 13 listopada | 16:10   | 2    | Jamajka     | Singapur    | 91-35 |

| Drużyna     | Mecze | Zwycięstwa | Remisy | Przegrane | Br+ | Br- | +/-  | Pkt |
| ----------- | ----- | ---------- | ------ | --------- | --- | --- | ---- | --- |
| Jamajka     | 3     | 3          | 0      | 0         | 240 | 99  | +141 | 6   |
| Wyspy Cooka | 3     | 2          | 0      | 1         | 116 | 150 | -34  | 4   |
| Fidżi       | 3     | 1          | 0      | 2         | 132 | 152 | -20  | 2   |
| Singapur    | 3     | 0          | 0      | 3         | 110 | 197 | -87  | 0   |

### Grupa D
| Data         | Godzina | Kort | Drużyna I         | Drużyna II        | Wynik |
| ------------ | ------- | ---- | ----------------- | ----------------- | ----- |
| 11 listopada | 12:10   | 1    | Południowa Afryka | Malezja           | 67-28 |
| 11 listopada | 16:10   | 1    | Anglia            | Barbados          | 87-34 |
| 12 listopada | 14:10   | 2    | Południowa Afryka | Barbados          | 56-36 |
| 12 listopada | 16:10   | 2    | Anglia            | Malezja           | 99-16 |
| 13 listopada | 12:10   | 2    | Barbados          | Malezja           | 62-38 |
| 13 listopada | 20:10   | 1    | Anglia            | Południowa Afryka | 62-32 |

| Drużyna           | Mecze | Zwycięstwa | Remisy | Przegrane | Br+ | Br- | +/-  | Pkt |
| ----------------- | ----- | ---------- | ------ | --------- | --- | --- | ---- | --- |
| Anglia            | 3     | 3          | 0      | 0         | 248 | 82  | +166 | 6   |
| Południowa Afryka | 3     | 2          | 0      | 1         | 155 | 126 | +29  | 4   |
| Barbados          | 3     | 1          | 0      | 2         | 132 | 181 | -49  | 2   |
| Malezja           | 3     | 0          | 0      | 3         | 82  | 228 | -146 | 0   |

### O miejsca 9-16
Ćwierćfinały
|     | Data         | Godzina | Kort | Drużyna I         | Drużyna II | Wynik |
| --- | ------------ | ------- | ---- | ----------------- | ---------- | ----- |
| ĆF1 | 14 listopada | 14:10   | 1    | Barbados          | Botswana   | 43-44 |
| ĆF2 | 14 listopada | 16:10   | 1    | Trynidad i Tobago | Singapur   | 42-32 |
| ĆF3 | 14 listopada | 18:10   | 1    | Fidżi             | Szkocja    | 58-37 |
| ĆF4 | 14 listopada | 20:10   | 1    | Walia             | Malezja    | 69-32 |

Półfinały
|     | Data         | Godzina | Kort | Drużyna I | Drużyna II        | Wynik |
| --- | ------------ | ------- | ---- | --------- | ----------------- | ----- |
| PF1 | 15 listopada | 12:10   | 1    | Botswana  | Trynidad i Tobago | 39-38 |
| PF2 | 15 listopada | 12:10   | 2    | Barbados  | Singapur          | 44-43 |
| PF3 | 15 listopada | 14:10   | 2    | Szkocja   | Malezja           | 64-40 |
| PF4 | 15 listopada | 16:10   | 2    | Fidżi     | Walia             | 68-36 |

Play-Offy
|       | Data         | Godzina | Kort | Drużyna I         | Drużyna II | Wynik |
| ----- | ------------ | ------- | ---- | ----------------- | ---------- | ----- |
| 11/12 | 16 listopada | 12:10   | 1    | Trynidad i Tobago | Walia      | 48-45 |
| 15/16 | 16 listopada | 12:10   | 2    | Singapur          | Malezja    | 59-44 |
| 9/10  | 16 listopada | 14:10   | 1    | Botswana          | Fidżi      | 20-65 |
| 13/14 | 16 listopada | 14:10   | 2    | Barbados          | Szkocja    | 51-45 |

### O miejsca 1-8
Ćwierćfinały
|     | Data         | Godzina | Kort | Drużyna I     | Drużyna II        | Wynik |
| --- | ------------ | ------- | ---- | ------------- | ----------------- | ----- |
| ĆF1 | 15 listopada | 14:10   | 1    | Anglia        | Malawi            | 81-37 |
| ĆF2 | 15 listopada | 16:10   | 1    | Australia     | Wyspy Cooka       | 90-22 |
| ĆF3 | 15 listopada | 18:10   | 1    | Jamajka       | Samoa             | 73-42 |
| ĆF4 | 15 listopada | 20:10   | 1    | Nowa Zelandia | Południowa Afryka | 82-23 |

Półfinały
|     | Data         | Godzina | Kort | Drużyna I     | Drużyna II        | Wynik |
| --- | ------------ | ------- | ---- | ------------- | ----------------- | ----- |
| PF1 | 16 listopada | 16:10   | 1    | Samoa         | Południowa Afryka | 50-54 |
| PF2 | 16 listopada | 16:10   | 2    | Wyspy Cooka   | Malawi            | 47-61 |
| PF3 | 16 listopada | 18:10   | 1    | Anglia        | Australia         | 33-51 |
| PF4 | 16 listopada | 20:10   | 1    | Nowa Zelandia | Jamajka           | 59-49 |

Play-Offy
|     | Data         | Godzina | Kort | Drużyna I     | Drużyna II        | Wynik |
| --- | ------------ | ------- | ---- | ------------- | ----------------- | ----- |
| 7/8 | 17 listopada | 14:10   | 1    | Samoa         | Wyspy Cooka       | 55-56 |
| 5/6 | 17 listopada | 16:10   | 1    | Malawi        | Południowa Afryka | 52-49 |
| 3/4 | 17 listopada | 18:10   | 1    | Anglia        | Jamajka           | 52-53 |
| 1/2 | 17 listopada | 20:10   | 1    | Nowa Zelandia | Australia         | 38-42 |

## Zestawienie końcowe drużyn
| Miejsce | Drużyna           |
| ------- | ----------------- |
|         | Australia         |
|         | Nowa Zelandia     |
|         | Jamajka           |
| 4       | Anglia            |
| 5       | Malawi            |
| 6       | Południowa Afryka |
| 7       | Wyspy Cooka       |
| 8       | Samoa             |
| 9       | Fidżi             |
| 10      | Botswana          |
| 11      | Trynidad i Tobago |
| 12      | Walia             |
| 13      | Barbados          |
| 14      | Szkocja           |
| 15      | Singapur          |
| 16      | Malezja           |